# Cognos
Cognos, anciennement Cognos Inc., devenue depuis 2008 une filiale d'IBM, est une compagnie canadienne d'informatique basée à Ottawa (Ontario). Fondée en 1969, la compagnie s'appelle d'abord Quasar et adopte son nom actuel en 1982. Cognos édite des solutions décisionnelles et propose des services permettant aux entreprises de piloter, superviser et comprendre leur performance.

## Historique
Dans le second semestre de l'année 2007, un mouvement de fusions-acquisitions a lieu sur le marché des outils décisionnels : 

Le 25 octobre 2007, il a été annoncé que Cognos rachetait Applix, une société d'informatique américaine.

En décembre 2007, Cognos annonce son rachat par IBM, en réponse à l'OPA de SAP sur BusinessObjects (OPA réussie le 5 février 2008).

IBM a mené à bien l'opération d'achat de Cognos Inc. le 31 janvier 2008 pour 5 milliards de dollars.
Cognos est un précurseur dans la réalisation d'interfaces décisionnelles intégrées aux portails d'entreprises. La publication de l'information est orientée "diffusion de masse de tableaux précompilés" présentant les données synthétiques de l'entreprise.[réf. nécessaire]
Cognos fait partie de la famille de logiciels IBM Business Analytics regroupant SPSS, OpenPages, Clarity et depuis peu Varicent.

## Les logiciels

### Cognos Business Intelligence
La Version 10.1 enrichit les fonctionnalités traditionnelles d'informatique décisionnelle (reporting, tableaux de bord) en leur associant des fonctions de planification, de modélisation de scénario, de surveillance en temps réel, d'analyse prévisionnelle et de collaboration.

### Cognos Express
Cognos Express est une solution complète et modulaire de pilotage de la performance pour les PME. 4 modules existent :
- Cognos Express Advisor pour l'analyse temps réel et la visualisation.
- Cognos Express Planner pour la planification, l'élaboration budgétaire et les prévisions
- Cognos Express Reporter pour le reporting en libre-service et de requêtage ad hoc.
- Cognos Express Xcelerator pour l'exécution des analyses métier complexes et en temps réel à partir de Microsoft Excel sur de très gros volumes de données et des modèles complexes.

### Cognos TM1
Cognos TM1 couvre toute l'étendue des besoins de la planification d'entreprise en structurant et d'automatisant les principaux processus financiers : consolidation des données financières de référence, élaboration et navette budgétaire, gestion du workflow, analyse temps réel et simulation de scénarios conditionnels type What If (Et si).

### Cognos FSR
Cognos FSR (Financial Statement Reporting), ex Clarity FSR, automatise la création et le suivi des rapports financiers réglementaires au travers du processus de collecte, de préparation, de certification et de contrôle des états financiers.

### Cognos Consumer Insight
Cognos Consumer Insight analyse à partir des réseaux sociaux du ressenti des clients à l'égard de la marque, d'une famille de produits ou d'un produit en particulier. Nous parlons ici de E-réputation.

### Cognos Data Manager
Cognos Data Manager fournit des fonctionnalités dimensionnelles d'extraction, de transformation et de chargement (ETL) pour des solutions d'aide à la décision hautement performantes.
IBM Rational Insight optimise IBM Cognos Data Manager pour l'exécution de son opération ETL.

### Autres articles
- Cognos est un partenaire majeur de Teradata l'éditeur spécialisé en matière d'entrepôt de données d'entreprise.
- Informatique décisionnelle